# Kobyłka
Kobyłka is een stad in het Poolse woiwodschap Mazovië, gelegen in de powiat Wołomiński. De oppervlakte bedraagt 20,05 km², het inwonertal 17.586 (2005).

## Verkeer en vervoer
- Station Kobyłka